# Andrew Revkin

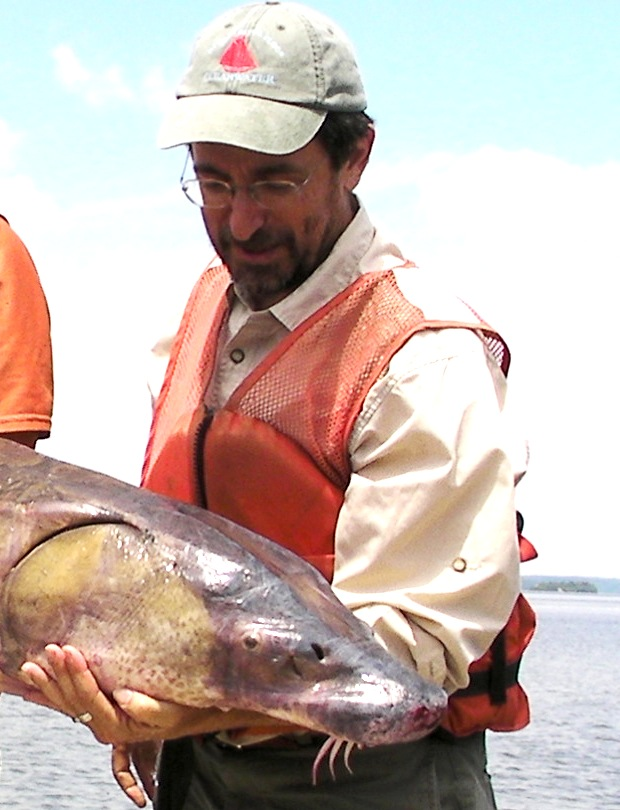
Andrew Revkin mit einem atlantischen Stör

Andrew C. Revkin (* 1956 in Rhode Island) ist ein US-amerikanischer Wissenschaftsjournalist bei der New York Times.

## Leben
Andrew Revkin wurde in Rhode Island geboren und wuchs dort auf. Er machte 1978 an der Brown University seinen Abschluss in Biologie. Später machte er einen Master-Abschluss im Studienfach Journalismus an der Columbia University Graduate School of Journalism. Von 1995 bis 2009 schrieb er für die Printausgabe der New York Times, seitdem betreibt er den Dot Earth-Blog auf den Seiten der New York Times.

## Veröffentlichungen

### Schriften
- Chico Mendes: Tod im Regenwald, München/Leipzig, List, 1990, ISBN 3-471-78544-2
- The North Pole was here: puzzles and perils at the top of the world, Boston, Kingfisher, 2006, ISBN 0-7534-5993-0
- Global warming: understanding the forecast, New York, Abbeville Press, 1992, ISBN 1-55859-310-1
- How to fake a moon landing: exposing the myths of science denial, mit Darryl Cunningham, New York, Abrams ComicArts, 2013, ISBN 978-1-4197-0689-9

### Filme, die auf seinen Werken basieren
Zwei Filme wurden nach Revkins Werken gedreht:
- Flammen des Widerstandes (The Burning Season), ein HBO-Film aus dem Jahr 1994 mit Raúl Juliá unter der Regie von John Frankenheimer, basiert auf Revkins Biographie von Chico Mendes, dem ermordeten Umweltaktivisten, der sich für den Erhalt des Amazonasregenwaldes einsetzte.
- Rock Star, ein Film aus dem Jahr 2001 mit Mark Wahlberg und Jennifer Aniston, basierte auf Revkins Zeitungsartikel A Metal-Head Becomes a Metal-God. Heavy, der 1997 in der New York Times veröffentlicht wurde.[5] Der Artikel beschreibt, wie ein Sänger einer Judas-Priest-Coverband sein Idol in der Band Judas Priest ersetzte.[6]

### Diskografie
- Andrew Revkin & Friends – A Very Fine Line (Album; Very Fine Lines Publishing, 2013)